# Planet majmuna: Postanak (2011.)
Planet majmuna: Postanak (eng. Rise of the Planet of the Apes) je američki znanstveno-fantastični film iz 2011. godine koji je režirao Rupert Wyatt, a u kojem su glavne uloge ostvarili James Franco, Freida Pinto, John Lithgow, Brian Cox, Tom Felton, David Oyelowo i Andy Serkis. Scenaristi filma su Rick Jaffa i Amanda Silver, a sam film označio je ponovno pokretanje filmskog serijala Planet majmuna kompanije 20th Century Fox. Premisa filma slična je četvrtom filmu originalnog serijala (Osvajanje planeta majmuna), ali nije njegov direktni remake.
Film Planet majmuna: Postanak sa svojom službenom kino distribucijom u svjetskim kinima krenuo je 5. kolovoza 2011. godine uz izraziti komercijalni i kritički uspjeh. Film je nominiran za prestižnu nagradu Oscar u kategoriji najboljih specijalnih efekata. Također je nominiran u pet kategorija za nagradu Saturn uključujući one za najboljeg redatelja (Wyatt) i scenarij (Jaffa i Silver) dok je osvojio nagrade u kategorijama najboljeg znanstveno-fantastičnog filma, najboljeg sporednog glumca (Serkis) i najboljih specijalnih efekata. Nastup Andyja Serkisa u filmu izrazito je hvaljen, a sam glumac za ulogu Cezara dobio je mnogobrojne nominacije kritičarskih udruženja. U ljeto 2014. godine (točnije od 11. srpnja) u kino distribuciju krenuo je direktan nastavak filma naziva Planet majmuna: Revolucija.

## Radnja
Will Rodman znanstvenik je u biotehnološkoj kompaniji Gen-Sys koji se bavi testiranjem viralnog lijeka ALZ-112 na čimpanzama, a sve u svrhu evenutalnog pronalaska lijeka za liječenje raznih bolesti poput Alzheimera. Čimpanza imena Svjetlo-oka regularno dobiva lijek zbog čega joj poraste inteligencija do dotad neviđenih proporcija. Međutim, kada Will prezentira lijek svom šefu i pokuša iskoristiti Svjetlo-oku kao primjer, ona pobjegne iz svog kaveza te započne ludovati po kompaniji nakon čega biva ubijena. Willov šef zbog tog događaja ukida projekt te naređuje Robertu Franklinu (glavnoj osobi zaduženoj za brigu o majmunima nad kojima se vrše eksperimenti) da ubije sve preostale životinje. Nakon što ovaj to i učini, otkriva da je Svjetlo-oka nedavno rodila i shvaća razloge njezine "ludosti". Franklin uvjerava Willa da uzme malu bebu čimpanzu pod svoje okrilje. Willov otac Charles, koji boluje od Alzheimera, daje čimpanzi ime "Cezar" (referenca na kazališni komad "Julie Cezar" autora Williama Shakespearea). Will uskoro saznaje da je Cezar naslijedio visoku inteligenciju od svoje majke (lijek 112 prešao je na njega dok se još nalazio u njezinoj utrobi) pa ga odlučuje othraniti, radeći od kuće i promatrajući i pomno zapisujući njegovo ponašanje tijekom godina u nadi da će jednom u bližoj budućnosti ponovno pokrenuti ukinuti projekt. Tri godine kasnije Will odvede Cezara do obližnje šume koja se nalazi u blizini San Francisca u kojem se radnja filma i odvija. U međuvremenu Charlesovo zdravstveno stanje se pogoršava pa mu Will započne davati lijek ALZ-112 koji mu u početku pomaže.
Pet godina poslije nakon što vidi psa vezanog za uzicu Cezar (sada adolescent) otvoreno upita Willa u vezi svoje prošlosti pa mu Will objašnjava odakle je došao. U međuvremenu se Charlesova demencija vraća budući mu se tijelo počelo odupirati lijeku ALZ-112. Cezar uskoro svjedoči ljuititom ispadu susjeda Douglasa Hunsikera na zbunjenog Charlesa te ga napada. Kao rezultat Cezar završava u skloništu za primate gdje ga ostale čimpanze loše tretiraju skupa s glavnim čuvarom Dodgeom Landonom. Zahvaljujući svojoj inteligenciji, Cezar uskoro shvaća kako otvoriti kavez i oslobađa prvo samog sebe, a nakon toga i gorilu Bucka te uz njegovu pomoć pobijedi dodatašnjeg alfu mužjaka i zauzima njegovo mjesto.
U isto vrijeme Jacobs odobrava razvoj snažnije verzije viralnog lijeka (sada naziva ALZ-113) nakon što ga Will uvjeri da će ta nova verzija izliječiti bolesti mozga i povećati inteligenciju kod ljudi. Will nosi lijek kući kako bi spasio svog oca, ali Charles ovaj put odbija primiti lijek i umire preko noći. Nakon pokušaja da lijek testiraju na Kobi - starijem majmunu koji je gotovo cijeli život proveo kao pokusni kunić - Franklin biva izložen novoj verziji lijeka i oboli. U pokušaju da o svojoj bolesti obavijesti Willa, slučajno kihne krv na susjeda Hunsikera i kasnije umire. Will pokuša doći do Cezara i vratiti ga kući (nakon što podmiti voditelja skloništa), ali čimpanza odbija poći s njim. Umjesto toga, Cezar potajno pobjegne iz skloništa i sam dođe do Willove kuće gdje ukrade kanister lijeka ALZ-113. Nakon povratka u sklonište, Cezar ispušta gas i na taj način poveća inteligenciju svim ostalim majmunima u kavezima. Kada ga Dodge otkrije i pokuša vratiti u kavez, Cezar šokira njega i sve ostale kada se glasno zadere "NE!" nakon čega svlada Dodgea i slučajno ga ubija. Majmuni pobjegnu iz nastambe, puštaju na slobodu preostale majmune iz kompanije Gen-Sys, ali također i sve one koji se nalaze u gradskom zoološkom vrtu.
Uskoro započinje bitka na ulicama San Francisca između majmuna i policijskih postrojbi kada čimpanze pokušaju iz grada preko mosta Golden Gate otići u šumu. Buck se žrtvuje kako bi spasio Cezara tako što skoči na helikopter u kojem se vozi Jacobs. Helikopter se ruši na mostu dok Jacobs ostaje u njemu zatočen nakon čega ga Koba ubija. Majmuni uskoro svladaju policiju i bježe u šumu u koju uskoro dolazi Will kako bi Cezara upozorio da će ih ljudi loviti te ga moli da se vrati kući. Cezar ga u tom trenutku zagrli i kaže: "Cezar je kod kuće". Will, shvaćajući da je to posljednji put da će se njih dvojica ikada vidjeti, odluči poštovati Cezarovu želju.
Tijekom odjavne špice Hunsiker (kojeg je Franklin zarazio virusom) se nalazi na međunarodnom aerodromu San Francisco gdje će se uskoro ukrcati na let za Pariz. Iz njegovog nosa započne teći krv čija jedna kap pada na pod. Nakon toga vidimo grafički prikaz kako se smrtonosni virus širi prvo do Europe, a onda nakon toga i ostatkom svijeta putem zrakoplovnih zračnih linija.

## Glumačka postava

### Ljudi
- James Franco kao Dr. William "Will" Rodman, znanstvenik koji pokušava otkriti lijek za Alzheimerovu bolest od koje boluje njegov otac testirajući lijek ALZ-112 na čimpanzama. Cezaru je Will nešto poput oca. James Franco je dobio ulogu nakon što je propalo nekoliko razgovora s glumcem Tobeyjem Maguireom.[7][8]
- Freida Pinto kao Caroline Aranha, doktorica koja se bavi primatologijom, a koja započinje ljubavnu vezu s Willom i kojoj Cezar priraste srcu.
- John Lithgow kao Charles Rodman, Willov otac koji boluje od Alzheimera i bivši učitelj glazbe kojemu se zdravstveno stanje poboljša nakon što mu Will započne davati lijek ALZ-112.
- Brian Cox kao John Landon, voditelj skloništa za primate u kojem se jedno vrijeme nalazi Cezar. Njegovo ime direktna je referenca na jednog od astronauta u prvom film u serijalu Planet majmuna.
- Tom Felton kao Dodge Landon, Johnov sin i glavni čuvar u skloništu koji uživa u lošem tretiranju majmuna. Njegovo ime i prezime reference su na dvojicu astronauta u prvom filmu Planet majmuna iz 1968. godine.
- David Oyelowo kao Steven Jacobs, Willov pohlepni šef. Njegovo prezime direktna je referenca na Arthura P. Jacobsa, producenta filma Planet majmuna iz 1968. godine.
- Tyler Labine kao Robert Franklin, osoba zadužena za vođenje brige oko čimpanzi u kompaniji Gen-Sys te jedan od Willovih najboljih prijatelja.
- Jamie Harris kao Rodney, noćni čuvar u skloništu gdje se nalaze čimpanze, a koji se prema istima puno bolje odnosi zbog čega ga Dodge konstantno maltretira.
- David Hewlett kao Douglas Hunsiker, Willov susjed kratkih živaca.
- Chelah Horsdal kao Irena, medicinska sestra koja njeguje Charlesa.

### Majmuni
- Andy Serkis kao Cezar, čimpanza čija je inteligencija znatno povećana zbog nasljeđivanja lijeka ALZ-112 tijekom trudnoće njegove majke i kojeg punih 8 godina othranjuje Will. On je voditelj revolucije majmuna protiv čovječanstva. Lik je temeljen na istoimenom liku iz filmova Osvajanje planeta majmuna i Bitka za planet majmuna.
- Karin Konoval kao Maurice, umirovljeni cirkuski orangutan koji poznaje jezik gluhih; on postaje Cezarov najbliži suradnik. Njegovo ime direktna je referenca na glumca Mauricea Evansa koji je glumio orangutana Dr. Zaiusa u originalnom filmu Planet majmuna iz 1968. godine te njegovom nastavku Ispod planeta majmuna. Konoval se također pojavljuje i u cameo ulozi radnice na šalteru s kojom se Will svađa u vezi njegove molbe za ponovno skrbništvo nad Cezarom.
- Terry Notary kao Rocket, dominantna čimpanza u skloništu sve do trenutka dok ga Cezar ne svrgne s tog položaja. Njegovo ime referenca je na produkcijskog dizajnera Normana Rocketta koji je radio na filmovima iz originalnog serijala. Notar također glumi i Svjetlo-oku, Cezarovu majku koja je zarobljena u Africi. Njezino ime je nadimak kojem lik Zire daje liku Charltona Hestona u filmu Planet majmuna iz 1968. godine.
- Richard Ridings kao Buck, gorila koja postaje odana Cezaru nakon što ga ovaj oslobodi iz kaveza. Njegovo ime referenca je na Bucka Kartaliana koji je tumačio lik gorile Juliusa u filmu Planet majmuna iz 1968. godine te lik gorile Franka u filmu Osvajanje planeta majmuna.
- Devyn Dalton kao Cornelia, ženska čimpanza u skloništu za majmune. Njezino ime temeljeno je na liku Cornelius kojeg je tumačila Roddy McDowall u filmu Planet majmuna iz 1968. godine.
- Jay Caputo kao Alpha, dominantni mužjak čimpanza iz čopora Svjetlo-oke, ujedno i Cezarov otac.
- Christopher Gordon kao Koba, ožiljcima unakaženi bonobo koji je gotovo cijeli život proveo u laboratorijima i koji zbog toga ne voli ljude. Njegovo ime direktna je referenca na alias kojim se često služio Josif Staljin.

## Produkcija

### Razvoj projekta i scenarij
Godine 2006. scenarist i producent Rick Jaffa nalazio se u potrazi za idejom za novi scenarij. Dok je pregledavao novinske članke zaintrigrirao ga je jedan o kućnom ljubimcu čimpanzi koji je postao težak za uzdržavanje i iznimno depresivan zbog nemogućnosti adaptacije u ljudskom okruženju. Jaffa je shvatio da se ta priča dobro uklapa u filmski serijal Planet majmuna pa je nazvao svoju suprugu i scenarističku partnericu Amandu Silver kako bi joj izložio svoju ideju o čimpanzi koja pokreće revoluciju majmuna; njih dvoje uskoro su započeli razvoj lika Cezara. Jaffe je naglasio da se radi o "ponovnom stvaranju lika" te kada bi morao birati između toga je li njegov scenarij prequel ili reboot odabrao bi reboot: "To je potpuno druga priča o tome tko je zapravo Cezar i kako je isti nastao tako da mi je teško točno definirati samu priču. Nadajmo se da ćemo napraviti dobar reboot". Također je izjavio: "Potrudili smo se kreirati priču koja će biti samostalna, a istovremeno odati priznanje filmovima koji su snimljeni prije našeg". Jaffa i Silver napisali su scenarij i prodali ga kompaniji 20th Century Fox, produkcijskoj tvrtki koja u svom vlasništvu posjeduje filmsku franšizu Planet majmuna. U scenarij su naknadno ubačeni elementi koje je par istraživao, poput genetskog inženjerstva, a njime je također odano i priznanje nekim scenama, likovima te glumačkoj i filmskoj postavi prijašnjih filmova u serijalu. Jedan od primjera navedenog svakako je tretiranje Cezara tijekom njegovog boravka u skloništu što je istovjetno tretmanu Taylora kao zatočenika u originalnom filmu iz 1968. godine.
U jednom od video blogova, redatelj filma Rupert Wyatt komentirao je podrijetlo priče: "Ovo je dio mitologije i na film se tako mora gledati. Ovo nije nastavak prijašnjih filmova; ovo je originalna priča. Međutim, unatoč tome, ona u nekim svojim segmentima zadovoljava obožavatelje dosadašnjih filmova. Svrha filma je postići upravo to, ali i osvojiti nove gledatelje - na isti način na koji je to napravio film Batman: Početak". U intervjuu iz 2009. godine, Wyatt je izjavio: "U priču smo ubacili elemente iz filma Osvajanje planeta majmuna poput onoga kako je uopće započela revolucija majmuna, ali naš film prvenstveno je prequel filma iz 1968. godine... Cezar je revolucionarna figura o kojoj će članovi njegove vrste pričati stoljećima... Ovo je samo prvi korak u evoluciji majmuna, postoji još mnogo priča koje se mogu ispričati. Vjerujem da će radnja sljedećeg filma biti o ratnom sukobu između majmuna i ljudi."

### Snimanje
Snimanje filma započelo je u srpnju 2010. godine u Vancouveru (British Columbia). Također se snimalo u San Franciscu (Kalifornija) u kojem se radnja filma i odvija te u Oahu (Havaji) koji je "glumio" afričku džunglu budući zbog ograničenog vremenskog roka i budžeta te scene nisu mogle biti snimane na stvarnim lokacijama u Africi.

### Glazba
Glazbu za film je skladao Patrick Doyle, a izveo simfonijski orkestar Hollywood Studio pod dirigentskom palicom Jamesa Shearmana. Glavni zadatak bio je glazbom pomoći progres radnje filma, pogotovo u scenama koje ne sadržavaju dijalog već, na primjer, opisuju emocije Cezarove povezanosti s Willom i Charlesom. Kako bi pretvorio glazbu u "iskonsku snagu koja gledatelje drži napetima", Doyle je zaposlio nekoliko afro-američkih zborova i fokusirao se na udaračke instrumente te "niske i duboke" zvukove orkestra. Doyle je također usko surađivao s odjelom zaduženim za zvuk kako bi glazbu učinio što sličnijom zvučnim efektima, uključujući i pisanje posebne glazbene teme temeljene na zvuku koje proizvode čimpanze.

## Priznanja

### Kritike
Kritike za film Planet majmuna: Postanak bile su uglavnom pozitivne. Na popularnoj internetskoj stranici Rotten Tomatoes film ima 82% pozitivnih kritika uz prosječnu ocjenu 7.1/10 temeljenu na 248 zaprimljenih tekstova. Konsenzus kritičara te stranice je sljedeći: "Predvođen stilskom režijom Ruperta Wyatta, impresivnim specijalnim efektima i fantastičnom glumačkom izvedbom Andyja Serkisa, film Planet majmuna: Postanak neočekivano daje novi život dugovječnoj filmskoj franšizi". Na drugoj internetskoj stranici koja se također bavi prikupljanjem filmskih kritika - Metacritic - film ima prosječnu ocjenu 68/100 temeljenu na 39 zamprimljenih kritika.
Roger Ebert dao je filmu 3 od 4 zvjezdice i nahvalio ulogu Cezara odnosno Andyja Serkisa uz naglasak da je "lik fantastično izveden" i da "nikad niste sigurni gdje čovjek završava, a efekti počinju, međutim Serkis i/ili Cezar uvjerljivo je najbolja izvedba filma". Davši filmu maksimalnih pet zvjezdica, kritičar Joe Neumaier iz Daily Newsa proglasio je film Planet majmuna: Postanak uvjerljivo najboljim ljetnim hitom. Nick Pinkerton iz The Village Voice napisao je: "Cezarova transformacija u vođu revolucije dok se nalazi u skloništu za majmune gotovo je nijemo filmsko stvaralaštvo uz jednostavne i precizne kadrove koji ilustriraju Cezarovu podijeljenu osobnost i njegovu sposobnost organizacije grupe iz kaosa u red". Roger Moore iz Orlando Sentinela napisao je: "Odvažan, nasilan i uznemirujući, film Planet majmuna: Postanak ljetni je filmski nastavak koji je kvalitetniji od onoga što bi zapravo trebao biti." Dao je filmu ocjenu 3,5 od četiri zvjezdice. Manohla Dargis iz New York Timesa hvalila je film i istaknula: "Točno onakva ljetna filmska diverzija kakvu holivudski studiji danas teško mogu napraviti. Film je dobar i iznimno zabavan". Filmu je dala 3,5 od četiri zvjezdice.

### Zarada
Film Planet majmuna: Postanak bio je ugodno iznenađenje što se zarade na kinoblagajnama tiče. U Sjedinjenim Američkim Državama i Kanadi film je započeo s kinodistribucijom na 5.400 ekrana odnosno u 3.648 kina. Prvog dana prikazivanja film je utržio 19.534,699 dolara, a sveukupna zarada u prvom vikendu prikazivanja iznosila mu je 54.806,191 dolara čime je zauzeo prvo mjesto box-officea tog vikenda i četvrto najbolje svih vremena kada je početak kinodistribucije u mjesecu kolovozu u pitanju. Film se na prvom mjestu box-officea zadržao i u drugom vikendu prikazivanja zaradivši 27.832,307 dolara (pad od 49,2%). U svom 26. danu kino distribucije u SAD-u i Kanadi film Planet majmuna: Postanak prešao je zaradu od 150 milijuna dolara. Časopis Entertainment Weekly napisao je se radi o fantastičnom postignuću budući filmovi čija kinodistribucija počinje u mjesecu kolovozu teško zarađuju toliko puno novaca na kinoblagajnama.
Službena kino distribucija filma završila je 15. prosinca 2011. godine. Do tada je film u SAD-u i Kanadi ukupno zaradio 176.760,185 dolara, a u ostatku svijeta dodatnih 305.040,864 dolara čime njegova svaukupna kinozarada do danas iznosi 481.801,049 dolara.

### Izdanja za kućno kino
Film Planet majmuna: Postanak na DVD-u i Blu-rayu je izašao 13. prosinca 2011. godine.

### Nagrade
| Nagrada                                    | Kategorija                                                | Dobitnik                                                                  | Rezultat   |
| ------------------------------------------ | --------------------------------------------------------- | ------------------------------------------------------------------------- | ---------- |
| Oscar                                      | Najbolji specijalni efekti                                | Joe Letteri, Dan Lemmon, R. Christopher White i Daniel Barrett            | Nominacija |
| Udruženje ženskih novinara                 | Najbolji sporedni glumac                                  | Andy Serkis                                                               | Nominacija |
| Nagrada Annie                              | Animacija lika u igranom filmu                            | Eric Reynolds                                                             | Pobjeda    |
| Udruženje televizijskih filmskih kritičara | Najbolji sporedni glumac                                  | Andy Serkis                                                               | Nominacija |
| Udruženje televizijskih filmskih kritičara | Najbolji specijalni efekti                                | Najbolji specijalni efekti                                                | Pobjeda    |
| Udruženje televizijskih filmskih kritičara | Najbolji akcijski film                                    | Najbolji akcijski film                                                    | Nominacija |
| Nagrada Empire                             | Najbolji film                                             | Najbolji film                                                             | Nominacija |
| Nagrada Empire                             | Najbolji znanstveno-fantastični/fantastični film          | Najbolji znanstveno-fantastični/fantastični film                          | Nominacija |
| Nagrada Empire                             | Najbolji redatelj                                         | Rupert Wyatt                                                              | Nominacija |
| Nagrada Empire                             | Najbolji glumac                                           | Andy Serkis                                                               | Nominacija |
| Nagrada Genesis                            | Najbolji igrani film                                      | Rick Jaffa and Amanda Silver                                              | Pobjeda    |
| Udruženje filmskih kritičara Houstona      | Najbolji sporedni glumac                                  | Andy Serkis                                                               | Nominacija |
| Udruženje filmskih kritičara Houstona      | Tehničko postignuće                                       | Tehničko postignuće                                                       | Pobjeda    |
| Najbolji filmovi 2011. prema IGN-u         | Najbolji film                                             | Najbolji film                                                             | Nominacija |
| Najbolji filmovi 2011. prema IGN-u         | Najbolji znanstveno-fantastični film                      | Najbolji znanstveno-fantastični film                                      | Pobjeda    |
| Najbolji filmovi 2011. prema IGN-u         | Najbolji glumac                                           | Andy Serkis (također i za film Avanture Tintina)                          | Nominacija |
| Najbolji filmovi 2011. prema IGN-u         | Najbolji redatelj                                         | Rupert Wyatt                                                              | Nominacija |
| Ljetna filmska nagrada IGN-a               |                                                           |                                                                           |            |
| Najbolji ljetni film                       | Najbolji ljetni film                                      | Nominacija                                                                |            |
| Najsmiješnija rečenica                     | "Why cookie Rocket?"                                      | Nominacija                                                                |            |
| Najbolja tučnjava                          | Majmuni protiv ljudi na mostu Golden Gate                 | Nominacija                                                                |            |
| Najbolje ubojstvo                          | Helikopter pada na most Golden Gate                       | Nominacija                                                                |            |
| Najsimpatičniji lik                        | Cezar                                                     | Pobjeda                                                                   |            |
| Najdraži junak                             | Cezar – Andy Serkis                                       | Pobjeda                                                                   |            |
| Udruženje filmskih kritičara Las Vegasa    | Najbolji specijalni efekti                                | Najbolji specijalni efekti                                                | Pobjeda    |
| Udruženje filmskih kritičara Londona       | Tehničko postignuće                                       | Joe Letteri                                                               | Nominacija |
| Udruženje filmskih kritičara Phoenixa      | Najbolji specijalni efekti                                | Najbolji specijalni efekti                                                | Nominacija |
| Udruženje filmskih kritičara San Diega     | Najbolji sporedni glumac                                  | Andy Serkis                                                               | Nominacija |
| Nagrada Satellite                          | Najbolji sporedni glumac                                  | Andy Serkis                                                               | Nominacija |
| Nagrada Satellite                          | Najbolji specijalni efekti                                | Jeff Capogreco, Joe Letteri, R. Christopher White                         | Nominacija |
| Nagrada Saturn                             | Najbolji znanstveno-fantastični film                      | Najbolji znanstveno-fantastični film                                      | Pobjeda    |
| Nagrada Saturn                             | Najbolji sporedni glumac                                  | Andy Serkis                                                               | Pobjeda    |
| Nagrada Saturn                             | Najbolji redatelj                                         | Rupert Wyatt                                                              | Nominacija |
| Nagrada Saturn                             | Najbolji scenarij                                         | Rick Jaffa and Amanda Silver                                              | Nominacija |
| Nagrada Saturn                             | Najbolji specijalni efekti                                | Dan Lemmon, Joe Letteri, R. Christopher White, and Daniel Barrett         | Pobjeda    |
| Visual Effects Society                     | Najbolji specijalni efekti u filmu koji ih sadržava mnogo | Dan Lemmon, Joe Letteri, Cyndi Ochs, Kurt Williams                        | Pobjeda    |
| Visual Effects Society                     | Najbolji animirani lik u igranom filmu                    | Cezar – Daniel Barrett, Florian Fernandez, Matthew Muntean, Eric Reynolds | Pobjeda    |
| Visual Effects Society                     | Najbolja virtualna fotografija u igranom filmu            | Thelvin Cabezas, Mike Perry, R. Christopher White, Erik Winquist          | Nominacija |
| Visual Effects Society                     | Najbolja kompozicija u igranom filmu                      | Jean-Luc Azzis, Quentin Hema, Simon Jung, Christoph Salzmann              | Nominacija |
| Udruženje filmskih kritičara Washingtona   | Najbolji sporedni glumac                                  | Andy Serkis                                                               | Nominacija |

## Nastavak
Na pitanje o mogućim filmskim nastavcima, redatelj Rupert Wyatt je odgovorio: "Mislim da ćemo film svakako završiti s otvorenim pitanjima što je jako uzbudljivo. Što se mene tiče, već vidim niz mogućih nastavaka ovog filma, jer on je tek početak." Scenarist i producent Rick Jaffa također je izjavio da će film Planet majmuna: Postanak sadržavati mnoge elemente na kojima se mogu bazirati eventualni nastavci u budućnosti: "Nadam se da s ovim filmom stvaramo platformu na temelju koje će budući filmovi biti snimljeni. Pokušavamo posaditi sjeme za mnogo stvari na kojima će se u budućnosti moći raditi u nastavcima."
Dana 31. svibnja 2012. kompanija 20th Century Fox službeno je objavila da će se snimati nastavak naziva Planet majmuna: Revolucija. Redatelj Wyatt nije se vratio režirati navedeni film zbog toga što je, navodno, smatrao da neće imati dovoljno vremena za napraviti kvalitetan uradak (planirani početak kinodistribucije filma bio je u svibnju 2014. godine); zamijenio ga je redatelj Matt Reeves (redatelj filma Cloverfield). Jaffa i Silver vratili su se kao producenti te glavni scenaristi uz Scotta Z. Burnsa i Marka Bombacka.
Radnjom smješten deset godina nakon događaja iz filma Planet majmuna: Postanak, Planet majmuna: Revolucija priča priču o naprednim majmunima kojima malobrojni preživjeli ljudi prijete zbog čega dolazi do ruba izbijanja ratnog sukoba. Andy Serkis, Terry Notary i Karin Konoval reprizirali su svoje uloge kao Cezar, Rocket i Maurice. James Franco vratio se u ulozi Willa Rodmana, ali samo kao cameo u video sekvenci iz prošlosti. Judy Greer i Toby Kebbell zamijenili su Devyna Daltona i Christophera Gordona u ulogama Cornelije i Kobe. Snimanje filma Planet majmuna: Revolucija započelo je u travnju 2013. godine, a film je u službenu kinodistribuciju krenuo 11. srpnja 2014. godine.

## Vanjske poveznice
- Planet majmuna: Postanak u internetskoj bazi filmova IMDb-a